# Усакос
Усакос (нім. Usakós) — місто в Намібії в окрузі Карібіб (в регіоні Еронго) з населенням в 18 750 осіб. Усакос знаходиться приблизно за 150 кілометрах на схід від Свакопмунда і за 210 км на захід від Натіональштрассе В2 у Віндгуку.
Гора Нубеб на півдні, а також розташовані приблизно за 40 км на північ від неї гори Еронго з високою величної скелею визначають межі околиць Усакоса.
В кінці 19 століття прийнято рішення побудувати станцію на ділянці залізничної лінії Отаві. Зараз у місті є школи, лікарні, банки, поштові станції, поліцейські ділянки.